# Bewilderbeast
Bewilderbeast er en kortfilm fra 2011 instrueret af Balder Skånström-Bo efter manuskript af Tommy Oksen og Balder Skånström-Bo.

## Handling
Mads keder sig i sit trygge og forudsigelige liv, indtil det pludselig tager en uventet drejning. Familiens vanvittige læge opfordrer ham til at stikke af fra idyllen, realisere sig selv og finde sin passion. Det gør han med skræmmende entusiasme.